# Artashar
Artashar (en arménien Արտաշար) est une communauté rurale du marz d'Armavir, en Arménie. Elle compte 1 444 habitants en 2009.